# スピーチーズ
スピーチーズ（Speaches）は、競輪専門チャンネル・SPEEDチャンネルのキャンペーンユニット3人組である。
2019年3月をもって活動休止。

## 概要
競輪専門チャンネル・SPEEDチャンネルのキャンペーンユニットとして2009年4月から活動開始。主な活動はSPEEDチャンネルのCM出演や、全国の競輪場で行われるSPEEDチャンネルのキャンペーンに参加している。競輪場では、ミニライブや抽選会をやったり、ファンとの交流も行っている。全国の競輪場を巡っており、公式サイトにスケジュールが掲載されている。競輪場によっては、表彰式などの式典に参加することもある。
2013年4月から活動中の3代目のメンバーは、SPEEDチャンネルで放送中の『玉袋筋太郎の競輪場へ行こう!』にも出演している。同年11月14日には、表参道GROUNDでスピーチーズ史上初となる競輪場以外でのLIVEが開催された。
同年4月から2014年3月までは4人での活動であったが、リーダーの冨田恵美子が卒業し、4月から2年ぶりに3人体制となった。
同年10月に松戸競輪場で開催された史上初のオールガールズシリーズは「スピーチーズCUP」と名付けられ、3つのトーナメントはそれぞれ「なつみトーナメント」(優勝者:小林優香)、「しほみトーナメント」（優勝者:奥井迪）、「かほトーナメント」(優勝者:石井貴子)として開催された。
2015年3月の日本選手権競輪を以って吉野七宝実が卒業。4月より新メンバーとして長田真友子が加入した。
同年4月よりSPEEDチャンネルで放送開始の新番組『Mr.中野ゼミナール』に出演していた。
同年5月27日より、JOY SOUNDにて「Let's go together」が配信開始。翌日、12月に都内で2度目の競輪場以外でのLIVEを開催することが発表され、同年12月17日に新宿BLAZEにて「聖夜の打鐘（ジャン）グルベル」と題したライブが行われた。
2016年10月16日にHIT STUDIO TOKYOにてTry to go〜女神たちの道標〜と題したライブが行われた。
2017年3月のウィナーズカップを以って北川果歩、長田真友子が卒業。4月より新メンバーとして北見直美、坂本こはるが加入した。
2018年3月のウィナーズカップを以って木村菜摘、坂本こはるが卒業。4月より新メンバーとして久明千恵、櫻庭ヨウが加入した。木村菜摘は歴代最長の5年間在籍した。
発足から丸10年となる2019年3月をもって活動休止することが、同年1月16日に発表された（競輪場イベントは3月15日-17日の防府G3が最後になった。）。

## 主な活動内容
- SPEEDチャンネルCM出演
- 競輪場でのLIVE、イベント出演（LIVEでは写真の撮影は可能であるが、動画の撮影は出来ない）
- ふれあいタイム（競輪場でのファンとの交流、写真撮影可能）
- バンク内でのレース紹介（G2以上のみ）
- 特別競輪、記念競輪での表彰式のアテンダント

## 終了時メンバー
北見 直美
（きたみ なおみ、1996年1月10日 - ）
神奈川県出身。タッチアップエンターテインメント所属。
愛称は、「なおみん」。
イメージカラーはブルー。
チャームポイントは、笑顔。
好物は餃子とお寿司とお好み焼き。
特技は料理と歌。
趣味は野球観戦、映画鑑賞、音楽鑑賞。
人見知りである。
2017年4月より加入。
2018年4月よりリーダーとなった。
絵を書くのが大の苦手である。
社会人野球でプレーしている兄がいる。
久明 千恵
（ひさあき ちえ、5月14日 - ）
東京都出身。
愛称は、「おちえ」
イメージカラーは赤。
チャームポイントは、笑顔。
特技は餃子を包むこと。
かつては、ボーカルとしてバンド活動をしていた。
天然である。(本人曰く、作り上げた天然)
2018年4月より加入。
櫻庭 ヨウ
（さくらば よう、1998年3月20日 - ）
愛知県出身。エフファクトリージャパン所属。

愛称は、「よっぴ」
イメージカラーはオレンジ。
チャームポイントは、涙ぶくろ。
特技は演歌を歌うことと、ニワトリの声まね。
中学時代は柔道部に所属しており、前方回転受身が得意である。
髪を1度も染めたことがない。
ワタナベエンターテイメントスクール マルチタレントコース出身。
2018年4月より加入。

## 元メンバー
吉野 なぎさ
（よしの なぎさ、1985年8月18日 - ） - リーダー（2009年4月 - 2012年3月）
東京都出身。
格闘技などのラウンドガールを務めていた。立ち位置は左側。
ファンから頂いた差し入れを全てブログで紹介している。
大好物はチョコレート。
川上 えりか
（かわかみ えりか、1988年7月15日 - ） - リーダー（2012年4月 - 2013年3月）
北海道出身。武蔵野大学卒業
アクターズスタジオ本部校出身。
立ち位置はセンターである。家族想いである。
好きなゲームは、スーパーファミコンのロードランナー。マップが出ないので、ファミコン版よりスーファミ版の方が好き。
じゃがいもが大好き。
特技は細かい作業。
1歳下の妹がいる。
2013年3月をもって芸能界を引退。
2017年のZENT sweeties（レースクイーン）メンバーの一人である「川上恵里佳」とは別人。
青山 りょう
（あおやま りょう、1983年6月1日 - ）
埼玉県出身。
パチンコ番組に出演したり、パチンコのイベントに参加する事も多い。
スピーチーズ卒業後は、SPEEDチャンネルの様々な番組に出演してマルチに活動している。
顔にペイントをするのが好き。
醤油が大好き。
尾崎 礼香
（おざき あやか、1990年6月6日 - ）
大阪府豊能町出身。株式会社ウォーク所属。
ミスFLASH2014グランプリ受賞。
愛称は、「あっか」、「尾崎」。
趣味は映画、音楽鑑賞。
アイスクリームといちごが大好物。
特技はクラシックバレエ。
弟が1人いる。
春那 美希
（はるな みき、1984年6月26日 - ）
大阪府出身。プリッツコーポレーション所属。
愛称は「ミキパン」。
レースクイーンとしても活躍し、2011年にはSUPER GT「Weds Sport RACING PROJECT BANDOH」のRQを務めた。
長所はいつも笑っているところ
好きなスポーツはバレーボール。
エビ料理と甘い物が大好物。
座右の銘は「君子危うきに近寄らず」。
佐野 真彩
（さの まや、1987年2月13日 - ）
香川県出身。同志社女子大学卒業
愛称は「まあやん」、「さのちゃん」。
特技はゴルフ。
前述の春那美希と共に2011SUPER GT「Weds Sport RACING PROJECT BANDOH」レースクイーンとして活動した。
座右の銘は「毎日忙しく！」。
裸眼だと何も見えない。
冨田 恵美子
（とみた えみこ、8月20日 - ） - リーダー（2013年4月 - 2014年3月）
東京都出身。
愛称は、「えみー」、「えみりん」。
趣味は食べ歩き、ダンス。
特技はけん玉。
チャームポイントは、泣きぼくろとえくぼ。
お菓子とアイスが大好きで、新商品は一番に試す。
人見知りである。
負けず嫌いの努力家。
2014年3月限りで卒業。
スピーチーズ卒業後は、SPEEDチャンネルの｢玉袋筋太郎の競輪場へ行こう!｣に出演した。
吉野 七宝実
（よしの しほみ、3月5日 - ）
千葉県出身。
愛称は、「おっぽ」。
趣味はロッククライミングで、休日はジムに登りに行く。
WELLA主催ヘアコンテストにモデルとして出演。
「順天堂大学 放射線科教本」にモデルとして出演。
舞台「桜トイレ」に主役の森伊織役で出演。
Twitterにハマってる。
毎朝バナナを食べている。
マンゴーアレルギーである。
口癖は｢たんぱく質｣。
2015年3月限りで卒業。
北川 果歩
（きたがわ かほ、10月26日 - ）
兵庫県出身。ベリーベリープロダクション所属。
愛称は、「かほりん」、「キタガワ」。
イメージカラーはブルー。
好物はグラタン。
チャームポイントは、長めのまつ毛。
特技はクラシックバレエと目を開けたまま寝ること。
好きな言葉は｢千里の道も一歩から｣。
誰とでも仲良くなれる。
「まりん」という名前の猫を飼っている。
かなりの天然である。
森林浴にハマっている。
2013年11月8日放送の『グッド!モーニング』（テレビ朝日）のファッション・アラ・モードで取材を受けて出演した。
相棒season15、第13,14話「声なき者」前後編スペシャルに出演。
テレビ朝日の木曜ドラマ、就活家族〜きっと、うまくいく〜に出演。
2017年3月限りで卒業。
スピーチーズ卒業後は、SPEEDチャンネルの｢たまたま、きよし。お財布万歳！｣に出演。
長田 真友子
（ながた まゆこ、10月5日 - ）
山口県宇部市出身。
愛称は、「まゆまゆ」、「長田先輩」。
イメージカラーはパープル。
趣味はカラオケ、人間観察。
チャームポイントは、切れ長の目。
特技は球技、歌舞伎の見得を切ること。
マイペースで人見知りである。
好物はチョコレートと抹茶。
実家では「あとむ」という名前の犬を飼っている。
2015年4月より加入。
2017年3月限りで卒業。
スピーチーズ卒業後は、SPEEDチャンネルの｢たまたま、きよし。お財布万歳！｣に出演。
「SPEEDチャンネル宣伝隊」となり、スピーチーズのバックアッパーとして帯同すると同時にソロ活動を開始。
木村菜摘
（なつ、3月16日 - ） - リーダー
埼玉県出身。
愛称は、「なっちゃん」。
イメージカラーはピンク。
チャームポイントは、唇、ほっぺ、腹筋。
踊ることが大好きで、特技はジャズヒップホップダンス。カレーを均等に食べることが得意である。
猫と遊ぶことが好き。
「NATSU先生」としてダンススクールのキッズインストラクターをしていた。
中学時代はバドミントン部、高校時代はダンス部に所属していた。
四角い物が好き。特に白くて四角い物が好きで、豆腐や消しゴムが好きである。
趣味は筋トレ。
虫が大の苦手。
歴代最長の5年間在籍した。卒業後はSPEEDチャンネルの番組に出演する傍ら、現役メンバーのダンス指導をしている。
「NATSU」に改名し、2018年11月より、Vitamin Kissを結成し、ヒロプロジェクトに所属している。
坂本 こはる
（さかもと こはる、6月28日 - ）
岡山県出身。
愛称は、「こはるん」。
イメージカラーは赤。
チャームポイントは、えくぼ。
特技は歌、ダンス、お菓子作り。
2014年、2015年と二年連続カラオケ世界大会中国四国予選を突破し、日本代表決定戦に進出した。
好物はチーズと肉。
2017年4月より加入。

## ディスコグラフィ

### シングル
- スピーチーズ（2009年11月20日）

1. ☆明日を信じて☆
2. 390♡投げKiss

- 成田栞&スピーチーズDVD（2012年）

1. 自分らしくShining
2. Sha･la･la♪

- スピーチーズ（2013年）

1. Let's go together
2. JIN-JIN-JIN
3. GIRL'S DREAM

- スピーチーズ Coupling with AYAKA（2014年）

1. 七色の風
2. HERO
3. メラメラFIGHTER
4. Let's go together
5. I LOVE KEIRIN(AYAKA)